# Alain Bancquart
Alain Bancquart (født 20. juni 1934 i Dieppe, Frankrig, død 26. januar 2022) var en fransk komponist, organist, professor, violinist og bratschist.
Bancquart studerede komposition, violin og bratsch på Musikkonservatoriet i Paris hos bl.a. Darius Milhaud. Han spillede som violinist i forskellige orkestre såsom Orchestre National de France og Orchestre Radio France.
Bancquart komponerede i moderne stil som inkorporerer kvarttoner og mikrointervaller blandet med neoklassisk stil.
Han skrev ni symfonier, kammersymfoni, koncerter, strygekvartetter, orkesterværker, sonater for mange instrumenter etc.

## Udvalgte værker
- Symfoni (i tre satser) (1963) - for 3 slagtøjsspillere, pauker, klaver og strygeorkester
- Symfoni nr. 1 (1981) - for orkester
- Symfoni nr. 2 (1981) - for orkester
- Symfoni nr. 3 (1983) - for orkester
- Symfoni nr. 4 (1987) - for orkester
- Symfoni nr. 5 (1992) - for orkester
- Symfoni nr. 6 "Til minde om Louis Saguer" (2006) - for orkester
- Symfoni nr. 7 (2009) - for strygeorkester
- Symfoni nr. 8 (2018) - for 9 stemmer og orkester
- kammersymfoni (1980) - for solofløjte og solocello og kammerorkester
- Symfoni Koncertante (1980) - for harpe, strygeorkester og bølger